# 丛蓉滋
丛蓉滋（1910年—1972年），男，山东文登人，中华人民共和国军事人物，中国人民解放军少将，曾任中国人民解放军第二炮兵副参谋长。